# Sait Faik Abasiyanik

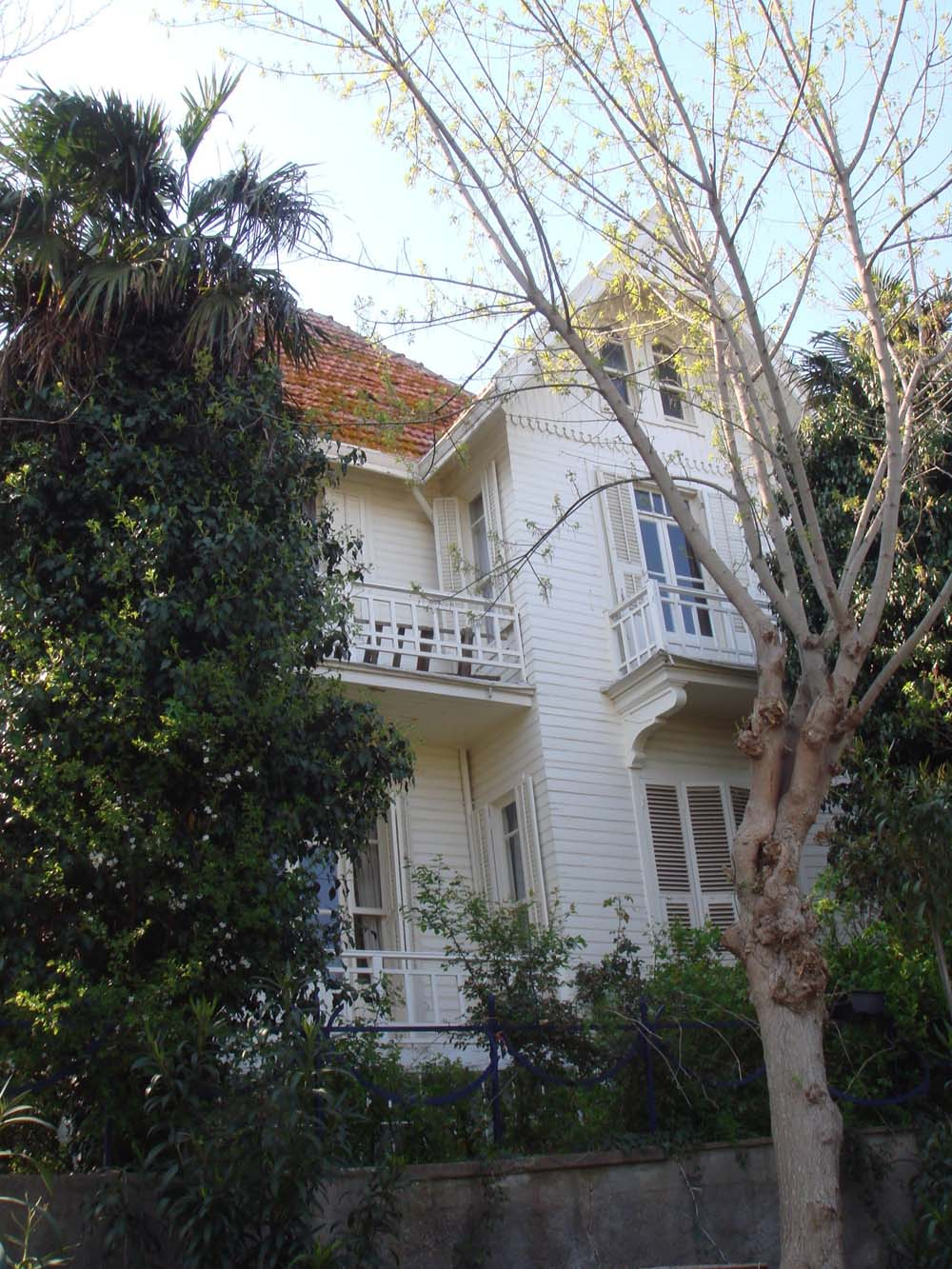
Museo Sait Faik Abasıyanık en Burgazada (2009)

Sait Faik Abasıyanık (Adapazarı, Imperio otomano actualmente Turquía, 18 de noviembre de 1906 - Estambul, Turquía, 11 de mayo de 1954), escritor turco reconocido por sus cuentos y considerado una las personalidades más destacada de la literatura turca.

## Biografía
Comenzó sus estudios en Estambul en el Colegio alemán para jóvenes varones (Estambul Erkek Lisesi) y obtuvo su título en el Liceo de Bursa. Comenzó sus estudios universitarios en la facultad de turcología en la Universidad de Estambul en 1928, no obstante, en 1930 tras el deceso de su padre se mudó a Suiza, en donde comenzó sus estudios superiores de economía.
Poco tiempo después abandonó la universidad y se mudó a la ciudad francesa de Grenoble, en donde vivió por tres años y encontró una vida apacible e inspiración para sus trabajos tempranos. 
En 1935 regresó a Turquía y continúo con sus estudios en áreas económicas para satisfacer el legado paterno, ya que su progenitor era un empresario importante en el Imperio otomano; no obstante, sus intentos fueron en vano y fracasó.

## Su carrera
Desde 1934, y hasta su muerte se dedicó a escribir. Comenzó a publicar pequeñas historias en el periódico vanguardista Varlik y poco a poco se destacó como un artista excepcional por la creación de un nuevo lenguaje, su aproximación a temáticas no abarcadas hasta el momento en la literatura turca como la humanidad de los trabajadores, los niños y los desempleados. 
También escribió una novela experimental llamada Bir Takım Insanlar en (1944) y Kayıp Aranıyor en (1953)

## Su legado
El colegio Darüşşafaka para huérfanos recibió de Abasiyanik todo su testamento, y dicha institución creó la Fundación Sait Faik. Su casa de Burgaz se mantiene como el Museo Sait Faik y desde 1954 entrega el Premio Sait Faik al mejor cuento. Desde el comienzo de la premiación importantes escritores turcos recibieron el premio como Pınar Kür, Tomris Uyar, Füruzan y Nazlı Eray.
Cuentos
- Semaver (1936)
- Sarnıç (1939)
- Şahmerdan (1940)
- Lüzumsuz Adam (1948,
- Mahalle Kahvesi (1950)
- Havada Bulut (1951)
- Kumpanya (1951)
- Havuz Başı (1952)
- Son Kuşlar (1952)
- Alemdağ'da Var Bir Yılan (1953),
- Az Şekerli (1954).

Hay una edición en español de Los últimos pájaros, traducida por Inci Kut y Fernando García Burillo (Madrid, Ediciones del Oriente y del Mediterráneo, 1992)
Novelas
- Bir Takım Insanlar (1944)
- Kayıp Aranıyor (1953).

Poesía
- Şimdi Sevişme Vakti (1953)

Hay una edición en español: Tiempo de amar, traducida por Mukadder Yaycïoglu y Fernando García Burillo (Madrid, Ediciones del Oriente y del Mediterráneo, 1990)
- Datos: Q319461
- Multimedia: Sait Faik Abasıyanık / Q319461